# 得田真裕
得田 真裕（とくだ まさひろ、1984年10月2日 - ）は、日本の作曲家、編曲家、ギタリスト。鹿児島県出身。ワンミュージック所属。

## 来歴・人物
5歳からピアノに親しみ、中学ではギター部、高校では吹奏楽部に入る。鹿児島県立甲南高等学校を経て、長崎大学教育学部芸術文化コース3年時より作曲を専攻。在学中からCM音楽の作曲やバンド活動を行っていた。
大学卒業後、神戸のゲーム会社で1年半程働いた後に上京し、菅野祐悟に師事する。2013年、NHKスペシャル『“世界最強”伝説 ラスベガス 世紀の一戦』で音楽を初めて担当。以降、主に劇伴・テーマ音楽で多くの作品に参加している。

## 受賞歴
2025年
- 第48回日本アカデミー賞 優秀音楽賞（『ラストマイル』）

## 作品

### 劇伴担当作

#### ドラマ
2013年
- 事件救命医〜IMATの奇跡〜（10月6日・2014年6月15日、テレビ朝日系）
- ミス・パイロット（10月 - 12月、フジテレビ）※共作：末廣健一郎
- こうのとりのゆりかご〜「赤ちゃんポスト」の6年間と救われた92の命の未来〜（11月25日・TBS）共作：末廣健一郎
- 死刑台の72時間（11月26日・12月3日、NHKBSプレミアム）

2014年
- 私の嫌いな探偵（1月 - 3月、テレビ朝日）※共作：MAYUKO
- 天誅〜闇の仕置人〜（1月 - 3月、フジテレビ）※共作：眞鍋昭大
- 花咲舞が黙ってない（4月 - 6月、日本テレビ）※共作：菅野祐悟
- 極悪がんぼ（4月 - 6月、フジテレビ）※共作：眞鍋昭大、末廣健一郎
- アウトバーン マル暴の女刑事・八神瑛子（8月9日、フジテレビ）
- 獣医さん、事件ですよ（7月 - 9月、読売テレビ）
- 東京にオリンピックを呼んだ男（10月11日、フジテレビ）
- きょうは会社休みます。（10月 - 12月、日本テレビ）
- シンデレラデート（11月 - 12月、東海テレビ）※共作：末廣健一郎、眞鍋昭大

2015年
- 大使閣下の料理人（1月3日、フジテレビ）
- セカンド・ラブ（2月 - 3月、テレビ朝日）
- ようこそ、わが家へ（4月 - 6月、フジテレビ）※共作：佐藤彰信
- THE LAST COP/ラストコップ（6月19日、日本テレビ）
- 37.5℃の涙（7月 - 9月、TBS）
- 花咲舞が黙ってない 第2シリーズ（7月 - 9月、日本テレビ）※共作：菅野祐悟
- 母さん、俺は大丈夫（8月22日、日本テレビ）
- 別れたら好きな人（9月 - 11月、東海テレビ）※共作：末廣健一郎

2016年
- いつかこの恋を思い出してきっと泣いてしまう（1月 - 3月、フジテレビ）
- きんぴか（WOWOW）
- 私 結婚できないんじゃなくて、しないんです（4月 - 6月、TBS）
- 家売るオンナ（7月 - 9月、日本テレビ）
- 盲目のヨシノリ先生〜光を失って心が見えた〜（8月27日、日本テレビ）

2017年
- 嫌われる勇気（1月 - 3月、フジテレビ）
- 銭型警部（2月 - 3月、日本テレビ / WOWOW / Hulu）
- 母になる（4月 - 6月、日本テレビ）
- 女の勲章（4月15日・16日、フジテレビ）
- ブランケット・キャッツ（6月23日 - 8月4日、NHK）
- カンナさーん!（7月 - 9月、TBS）
- 奥様は、取り扱い注意（10月 - 12月、日本テレビ）

2018年
- アンナチュラル（1月 - 3月、TBS）
- 正義のセ（4月 - 6月、日本テレビ）
- グッド・ドクター（7月 - 9月、フジテレビ）

2019年
- インハンド（4月 - 6月、TBS）
- 監察医 朝顔（7月 - 9月、フジテレビ)
- 俺の話は長い（10月 - 12月、日本テレビ)

2020年
- アリバイ崩し承ります（2月 - 3月、テレビ朝日)
- MIU404（6月 - 9月、TBS）
- #リモラブ 〜普通の恋は邪道〜（10月 - 12月、日本テレビ）
- 監察医 朝顔 第2シリーズ（2020年11月 - 2021年3月、フジテレビ）

2021年
- ウチの娘は、彼氏が出来ない!!（1月 - 3月、日本テレビ）
- 華麗なる一族（4月 - 7月、WOWOW）
- ナイト・ドクター（6月 - 9月、フジテレビ）
- 恋です!〜ヤンキー君と白杖ガール〜（10月 - 12月、日本テレビ）

2022年
- ゴシップ #彼女が知りたい本当の〇〇（1月 - 3月、フジテレビ）
- インビジブル（4月 - 6月、TBS）
- ウルトラマンデッカー（2022年7月 - 2023年1月、テレビ東京）共作：末廣健一郎
- 石子と羽男-そんなコトで訴えます?-（7月 - 9月、TBS）
- silent（10月 - 12月、フジテレビ）

2023年
- 星降る夜に（1月 - 3月、テレビ朝日)
- リエゾン -こどものこころ診療所-（1月 - 3月、テレビ朝日）
- フィクサー（4月 - 11月、WOWOW）
- シッコウ!!〜犬と私と執行官〜（7月 - 9月、テレビ朝日）
- いちばんすきな花（10月 - 12月、フジテレビ）

2024年
- グレイトギフト（1月 - 3月、テレビ朝日）
- Destiny（4月 - 6月、テレビ朝日）
- 花咲舞が黙ってない 第3シリーズ（4月 - 6月、日本テレビ）
- 海のはじまり（7月 - 9月、フジテレビ）
- 放課後カルテ（10月 - 12月、日本テレビ）

2025年
- プライベートバンカー（1月 - 3月、テレビ朝日）
- 天久鷹央の推理カルテ（4月 - 6月、テレビ朝日）

#### 映画
2017年
- LAST COP THE MOVIE（5月3日公開）

2018年
- 劇場版コード・ブルー –ドクターヘリ緊急救命–（7月27日公開）※共作：佐藤直紀、眞鍋昭大
- センセイ君主（8月1日）
- 青夏 きみに恋した30日（8月1日公開）

2020年
- 約束のネバーランド（12月18日公開）

2021年
- 劇場版 奥様は、取り扱い注意（3月19日公開）

2023年
- ウルトラマンデッカー最終章 旅立ちの彼方へ…（2月23日公開）※共作：末廣健一郎

2024年
- ラストマイル（8月23日公開予定）

#### アニメ
2014年
- 戦国BASARA Judge End

2018年
- 重神機パンドーラ（共作：眞鍋昭大）

2020年
- キングスレイド 意志を継ぐものたち
- デカダンス

2021年
- セスタス -The Roman Fighter-（共作：眞鍋昭大、植田能平）
- プラチナエンド

2023年
- ブルバスター

2024年
- 異修羅
- 君は冥土様。
- ONE PIECE FAN LETTER（共作：田中公平、浜口史郎）

### TV音楽

#### NHKスペシャル
2012年
- NHKスペシャルタイトルロゴ（2012年 - ）

2013年
- 世界最強"伝説 ラスベガス 世紀の一戦（1月27日）
- シリーズ東日本大震災 ふるさとの記憶をつなぐ（4月26日）
- "認知症800万人"時代"助けて"と言えない孤立する認知症高齢者（11月24日）
- 汚染水～福島第一原発 危機の真相～（12月1日）

2014年
- ジャパンブランド（1月11日 - 12日）
- メルトダウンFile.4 - 7（2014年3月 - 2018年3月17日）
- 老人漂流社会 "老後破産"の現実（9月28日）

2015年
- 戦後70年 ニッポンの肖像（1月 - 8月）
- 未解決事件File.04 オウム真理教 地下鉄サリン事件（3月20日）
- 未解決事件 追跡プロジェクト（3月22日）
- 戦後70年 ニッポンの肖像－日本人と象徴天皇－（4月18日19）
- 総理秘書官が見た沖縄返還～発掘資料が語る内幕～（5月9日）
- 戦後70年 ニッポンの肖像 豊かさを求めて（5月30日 - 31日）
- 沖縄戦全記録（6月19日 - 21日）
- アニメドキュメント あの日、僕らは戦場で～少年兵の告白～（8月11日）
- 戦後70年 ニッポンの肖像―戦後70年を越えて― 日本人は何ができるのか（8月15日）
- 老人漂流社会 親子共倒れを防げ（8月30日）

2016年
- シリーズ 激動の世界（1月9日 - 16日）
- ママたちが非常事態!? ～最新科学で迫る ニッポンの子育て～（1月31日）
- 司馬遼太郎思索紀行 この国のかたち（2月13日 - 14日）
- 原発メルトダウン 危機の88時間（3月13日）
- ママたちが非常事態!? 2  ～母と“イクメン”の最新科学～（3月27日）
- 老人漂流社会 団塊世代 忍び寄る“老後破産”（4月17日）
- 未解決事件『 File.05 ロッキード事件』（7月23日 - 24日）
- 決断なき原爆投下 ～米大統領 71年目の真実～（8月6日）
- シリーズ マネーワールド 資本主義の未来（10月16日 - 23日）
- あなたもなれる“健康長寿” 徹底解明 １００歳の世界（10月29日）
- 戦艦武蔵の最期 ～映像解析 知られざる“真実”～（12月4日）

2017年
- ニッポンの家族が非常事態!?（6月10日 - 11日）
- 戦慄の記録 インパール（8月15日）
- 天才棋士 15歳の苦闘 独占密着 藤井聡太（10月8日）

2018年
- 未解決事件「File.06 赤報隊事件」（1月27日 - 28日）
- メルトダウンFile.7 そして冷却水は絞られた ～原発事故　迷走の2日間～（3月17日）
- シリーズ『金正恩（キムジョンウン）の野望』（4月15日 - 4月22日）
- シリーズ『大江戸』（4月29日 - 7月1日）
- 日本の諜報 スクープ 最高機密ファイル（5月19日）
- ノモンハン 責任なき戦い（8月15日）
- 未解決事件File.07 警察庁長官狙撃事件（9月2日・9月8日）

2019年
- “冒険の共有” 栗城史多の見果てぬ夢（1月14日）
- ベイリーとゆいちゃん（1月27日）
- 廃炉への道2019 核燃料デブリとの闘いが始まった（3月16日）
- 運慶と快慶 新発見!幻の傑作（5月26日）
- 全貌 二・二六事件 ～最高機密文書で迫る～（8月15日）

2020年
- メルトダウン ZERO　原発事故は防げなかったのか ～見過ごされた“分岐点”～（3月15日）
- 未解決事件File.08 JFK暗殺（4月29日・5月2日）
- アウシュビッツ　死者たちの告白（8月16日）

2021年
- 定点映像　10年の記録～100か所のカメラが映した“復興”～（3月11日）
- 若者たちに死を選ばせない（6月13日）
- 開戦 太平洋戦争～日中米英 知られざる攻防～（8月15日）

#### その他
- 学ぼうBOSAI（2013年4月 - 、NHK教育）
- 日本人は何をめざしてきたのか2013年7月6日 - 27日 、NHK教育）
- NHKニュース7（2019年4月 - 、NHK総合）
- BS1スペシャル『ベイリーとゆいちゃんが教えてくれたこと』（2019年5月26日、NHK BS1）

### 舞台音楽
- JOHNNYS' World -ジャニーズ・ワールド-（2012年）[9]
- JOHNNYS' 2020 WORLD -ジャニーズ トニトニ ワールド-（2013年）[9]
- DREAM BOYS（2019年）[9]
- 虎者-NINJAPAN-2020（2020年）[9]